# Missió de les Nacions Unides a Timor Oriental
La Missió de les Nacions Unides a Timor Oriental (UNAMET) va ser una missió de pau de les Nacions Unides establerta mitjançant la Resolució 1246 l'11 de juny de 1999 per a un període fins al 31 d'agost de 1999. Mitjançant la Resolució 1257 del 3 d'agost UNAMET fou estesa fins al 30 de setembre de 1999.

## Mandat
Organitzar i dirigir una consulta popular a Timor Oriental sobre la base d'una votació directa, secreta i universal, per determinar si el poble de Timor Oriental acceptava el marc constitucional proposat que preveu un acord especial autonomia per a Timor Oriental dins de la república unitària d'Indonèsia o rebutja la proposta d'autonomia especial, que condueix a la separació de Timor Oriental d'Indonèsia, d'acord amb l'Acord General i permetre que el Secretari General hagi aprovat la seva responsabilitat segons el paràgraf 3 de l'Acord de Seguretat.

## Personal
- Representant personal del secretari general: ambaixador Jamsheed Marker (Pakistan)
- Representant especial del secretari general i cap de missió: Sr. Ian Martin (Regne Unit)
- Representant Personal Adjunt del Secretari General: Sr. Francesc Vendrell i Vendrell (Espanya)
- Cap de Policia Civil: el Comissari Alan Mills (Austràlia)
- Cap d'Oficial d'Enllaç Militar: General de Brigada Rezaqul Haider (Bangladesh)
- Comissaris electorals: Patrick A. Bradley (Irlanda), Johann Kriegler (Sud-àfrica) i Bong-Scuk Sohn (Corea del Sud)
- Director Electoral: Jeff Fischer (Estats Units)
- Director administratiu: Johanes Wortel (Països Baixos)
- Director Polític: Sra. Beng Yong Chew (Singapur)
- Cap d'informació pública: David Wimhurst (Canadà)

Estava compost per un personal internacional de 210 persones (242 en ple desplegament), 50 militars d'enllaç, 422 voluntaris de l'ONU i una policia civil de 271 membres, així com 668 membres locals. Els principals estats contribuïdors foren: Argentina, Austràlia, Àustria, Bangladesh, Brasil, Canadà, Egipte, Ghana, Irlanda, Itàlia, Japó, Jordània, Malàisia, Moçambic, Nepal, Nova Zelanda, Pakistan, Filipines, Portugal, República de Corea, Rússia, Senegal, Espanya, Suècia, Tailàndia, Regne Unit, Uruguai, EUA, Zimbabwe